# 岸辺露伴 ルーヴルへ行く (映画)
『岸辺露伴 ルーヴルへ行く』（きしべろはん ルーヴルへいく）は2023年5月26日公開の日本の映画。荒木飛呂彦による漫画シリーズ『ジョジョの奇妙な冒険』のスピンオフ作品『岸辺露伴は動かない』の一編であり、ルーヴル美術館が主催するバンド・デシネプロジェクトのために書き下ろされた同名の漫画作品が原作となっている。監督の渡辺一貴、脚本の小林靖子を始め、NHK総合で放送されたテレビドラマ『岸辺露伴は動かない』のキャスト・スタッフが続投する形で制作された。
本作の主人公である漫画家・岸辺露伴が、ルーヴル美術館に存在するといわれる「この世で最も黒い絵」が引き起こす怪異に巻き込まれる物語が描かれる。企画は2020年、ドラマシリーズの放送前に始動し、2022年9月から2023年3月にかけて撮影が行われた。パリ市街やルーヴル美術館でのロケも行われ、日本映画がルーヴル美術館で撮影されるのは『万能鑑定士Q モナ・リザの瞳』以来2作目となった。
興行収入は12.5億円を記録し、NHKが製作したドラマの映画化作品としては初めて10億円を突破した。

## あらすじ
次回作として故買屋をモチーフにと考えた岸辺露伴は、取材に訪れた骨董店で、美術品オークションに出品されるフランスの画家モリス・ルグランによる黒い絵を知って興味を抱き、その絵を落札するが、競売相手だった男らに絵を強奪される。絵は手元に戻るが、その絵の裏にはフランス語でモリス・ルグランによる「これはルーヴルで見た黒。後悔」という言葉が書かれていることが分かる。
黒い絵について思案する中、露伴は青年期に出会った女性・奈々瀬のことを思いだす。露伴の祖母が運営する下宿に暮らしていた奈々瀬は、露伴の描く漫画に興味を示し「この世で最も黒く、邪悪な絵」の存在を教える。露伴は奈々瀬に惹かれ、彼女をモデルとして漫画に描くが、その絵を見た奈々瀬は突然取り乱して漫画を切り裂き、露伴に詫びて姿を消す。露伴は彼女が「最も黒い絵」がルーヴル美術館にあると示唆していたことを思いだし、その絵を見るため同美術館へ取材に行く決意をする。
泉京香とともにルーヴルを訪ねた露伴は、問題の絵である日本の画家・山村仁左右衛門の作品が、閉鎖され作品が保管されていないはずのZ-13倉庫にあると示される。美術館関係者も把握していない事態に、露伴は通訳のエマ・野口や東洋美術のキュレーター・辰巳隆之介、消防士たちを伴う条件で絵の見学を許される。一行はZ-13倉庫で、ヨハネス・フェルメールの作とみられる絵画を発見する。辰巳はその絵を贋作と断言するが、真作であると見抜いた露伴は、辰巳らに抱いていた不信感とともに、青年期に祖母宅に絵を引き取りに来たフランス人男性の記憶を思い出し、彼や辰巳、消防士らが美術館の所蔵品をモリスが描いた贋作にすりかえる犯罪グループであるとの推理を披露する。
露伴は辰巳らと格闘するが、その最中に職員たちは次々と幻覚を見て怯え、銃撃や火災などの怪異現象によって死亡してゆく。彼らの見る幻覚と怪異がそれぞれの「後悔」や血縁者の罪に基づくものと気づいた露伴は、我が子の事故死による罪の意識から怪異に見舞われるエマを、京香に指示してその場から離れさせ救う。やがて露伴は怪異を起こすものが倉庫奥にある仁左右衛門の絵であると気付き、自身の前にも、黒い顔料にまみれた武士の霊が現れる。追い詰められた露伴の前に、和装の奈々瀬が現れ、武士を押しとどめ「何もかも、すべて忘れて」と露伴に告げる。露伴はこれを好機に自らにヘブンズ・ドアーを仕掛けて脱出に成功、呪われた仁左右衛門の絵は倉庫内の火災によって焼失する。
帰国後、露伴は湖畔に打ち捨てられた奈々瀬と仁左右衛門夫妻の墓を見つけ出す。露伴は奈々瀬の霊に再会し、彼女にヘブンズ・ドアーを仕掛け、江戸時代に生きていた夫妻の悲劇を読む。藩の御用絵師家系だった仁左右衛門は、新しい絵画表現への挑戦を保守的な父に否定され、妻の奈々瀬とともに実家を出る。しかし奈々瀬が病に倒れて困窮した仁左右衛門は父に頭を下げ家への復帰を頼み、条件として父を超える絵を描けと指示され、愛妻の黒髪の美を再現する絵に執着してゆく。奈々瀬が神社の御神木から黒の樹液を発見し、理想の画材を得たと仁左右衛門は喜ぶが、神聖な木を傷つけたと告発される。捕縛されようとする夫をかばった奈々瀬は役人たちに打ち据えられて死亡し、逆上した仁左右衛門は役人らを皆殺しにする。彼が絶筆として、恨みを込めて描いた妻の肖像が呪われた黒い絵であった。絵の呪いを解くため、自分の子孫にあたる露伴を巻き込んでしまったと詫びる奈々瀬に、露伴はあの夏も自分にとって必要な過去だったと伝え、奈々瀬は微笑んで彼の前から消える。謎が解けた後、露伴は再び漫画家としての日常に戻ってゆく。

## 登場人物
岸辺露伴（きしべ ろはん）
相手を本にして生い立ちや秘密を読み、指示を書き込むこともできる特殊能力「ヘブンズ・ドアー」を持った人気漫画家。新作執筆の過程で、かつて奈々瀬より聞かされた「この世で最も黒い絵」の存在を思い出し、その画の謎を追うためルーヴル美術館に訪れる。
泉京香（いずみ きょうか）
岸辺露伴の担当編集。露伴の取材に同行し、ともに事件に巻き込まれる。
本作では京香の父が5歳の頃に亡くなっていたことが明らかになるが、この設定はテレビドラマ『岸辺露伴は動かない』第1話「富豪村」で登場する、助監督が制作した京香の本に書かれていた設定であり、本作の制作にあたりこの設定の一部が活かされた。
奈々瀬（ななせ）
露伴が青年の頃、祖母の家で出会ったミステリアスな女性。露伴に「この世で最も黒い絵」がルーヴル美術館にあることを教える。
正体は江戸時代に生きた画家・山村仁左右衛門の妻。旧姓は岸辺であり、露伴とは血縁がある。「黒い絵」に取り憑かれた仁左右衛門が引き起こした悲劇により命を落とす。
原作では「藤倉奈々瀬」という名前であったが、偽名を名乗った理由が不明であることから、本作では名字が削除されている。
山村仁左右衛門（やまむら にざえもん）
江戸時代の御用絵師。妻である奈々瀬の黒髪をよりよく表現しようとするうちに「黒い絵」に取り憑かれ、悲劇を起こす。生涯の最後に「この世で最も黒い絵」を描く。
演じた高橋は「露伴も一歩間違えたらこうなっていたかもしれない」と感じたという。
辰巳隆之介（たつみ りゅうのすけ）
東洋美術の専門家であり、ルーヴル美術館の依頼で発見された収蔵品の調査を行っている。
当初は原作に登場する「ゴーシェ」というキャラクターが悪人を務める予定であったが、セリフがフランス語ばかりになってしまうことから、新たにオリジナルキャラクターとして隆之介が創作された。
エマ・野口（のぐち）
ルーヴル美術館文化メディエーション部の職員であり、取材にやってきた露伴たちをアテンドする。
モリス・ルグラン
ルーヴル美術館にてよく模写をしていた画家。彼の描いた黒い絵を露伴はオークションで競り落とす。

## キャスト
- 岸辺露伴 / 山村仁左右衛門：高橋一生[13][14][15]
- 泉京香：飯豊まりえ[13]
- 岸辺露伴（青年）：長尾謙杜[14]
- 辰巳隆之介：安藤政信[14]
- エマ・野口：美波[14]
- ワタベ：池田良[16]
- カワイ：前原滉[16]
- 骨董屋A：中村まこと[16]
- 骨董屋B：増田朋弥[16]
- モリス・ルグラン：Arnaud Le Gall[17]
- ユーゴ・ルナール：ロバ[17]
- ニコラス・トーマ：Jean-Christophe Loustau[17]
- アナウンサー：バッキー木場[18]
- 猷：白石加代子[16]
- 奈々瀬：木村文乃[14]

## スタッフ
- 原作：荒木飛呂彦『岸辺露伴 ルーヴルへ行く』（集英社ウルトラジャンプ愛蔵版コミックス 刊）[13]
- 監督：渡辺一貴[13]
- 脚本：小林靖子[13]
- 音楽：菊地成孔 / 新音楽制作工房[13]
- 人物デザイン監修・衣装デザイン：柘植伊佐夫[13]
- 製作：牟田口新一郎、尾崎充信、和田佳恵、平賀大介、瓶子吉久[19]
- エグゼクティブプロデューサー：豊島雅郎[19]
- プロデューサー：土橋圭介、井手陽子、ハンサングン[19]
- 撮影：山本周平、田島茂[19]
- 照明：鳥内宏二[19]
- 録音：高木創、藤林繁[19]
- 美術：磯貝さやか[19]
- 装飾：折戸美由紀[19]
- 助監督：田中峰弥[19]
- 編集：鈴木翔[19]
- 記録：上田悠莉[19]
- 制作担当：由利芳伸[19]
- キャスティング：原田浩行[19]
- 制作プロダクション：アスミック・エース、NHKエンタープライズ、P.I.C.S.[13]
- 製作幹事・配給：アスミック・エース[13]
- 製作：「岸辺露伴 ルーヴルへ行く」製作委員会（アスミック・エース、NHKエンタープライズ、テレビ東京、P.I.C.S.、集英社）[19]

## 制作

### 企画
監督の渡辺とNHKエンタープライズのプロデューサー・土橋圭介は2018年ごろにテレビドラマ『岸辺露伴は動かない』（以下、「ドラマシリーズ」という）を企画している時から妄想レベルで本作を構想しており、「このドラマがうまくいってシリーズ化、最後は長編映画で、長編やるならやっぱり『ルーヴルへ行く』だよね」と話をしていた。また撮影中においても、露伴を演じた高橋一生と渡辺は雑談中に度々「『ルーヴルへ行く』を映画でできたらいいね」と話をしていたという。
本作の企画はドラマシリーズ第1期のキービジュアルが発表された後に、アスミック・エースのプロデューサー・井出陽子が渡辺と土橋に、ドラマシリーズを再編集し応援上映を行う企画を持ちかけたことがきっかけとなり、本格的に動き出した。井出は『ジョジョ』シリーズのファンであり、ドラマシリーズのキービジュアルを観た際に「原作ファンも喜ぶ作品になる」と直感し、話を持ちかけたと語っている。話を受けた渡辺と土橋は応援上映ではなく『ルーヴルへ行く』の実写化の企画書を書き上げて井出に提出し、打ち合わせを重ねる中で劇場版にチャレンジすることが決まった。
数ある原作のエピソードの中で『ルーヴルへ行く』を選んだ理由を、井出は以下のように語っている。
原作者の荒木と版元の集英社の許諾を得、2021年10月ごろより本格的に企画は進み始めた。高橋によれば、脚本の初稿が俳優陣に上がってきたのはドラマシリーズ第2期が終わる頃（2021年12月末）であったという。脚本を担当した小林はルーヴルでの撮影交渉が難航した影響で、パリおよびルーヴル美術館でのシナリオハンティングなしで脚本を書き上げる事になったが、ルーヴル美術館に詳しい人や東京藝術大学保存修復日本画研究室教授の荒井経に取材を行い、脚本に反映させた。また、原作者の荒木から受けたいくつかの要望に従い、原作からいくつかの要素が足されている（後述）。
脚本の骨格が出来上がり始めた頃、ルーヴル美術館との撮影交渉も進み始めた。原作がルーヴル美術館の主催するバンド・デシネプロジェクトの作品であるため、ルーヴル美術館サイドの反応は上々であったが、コロナ禍の影響などから日程などの具体的な交渉は困難を極めた。2022年6月には撮影日程が固まらないままパリでのロケハンが行われ、ようやく撮影日程が決まったのは日本での撮影が始まってから（2022年9月）であった。また、円安の影響から制作費がかさみ、一部費用が足りなくなったことから、テレビ東京が製作に参加し出資した。

### 原作との違い
ドラマシリーズに引き続き脚本を務めた小林は荒木より、仁左右衛門と奈々瀬を悲恋にすること、そしてルーヴル美術館で死ぬ消防士たちを悪者にしてほしいという要望を受けていた。そのため本作ではZ-13倉庫のシーンのあとに、新たに書き起こされた尺の長い過去編が入る構成となっている。また、本作の露伴は原作より年齢が高く設定されているため、奈々瀬を思い出す展開に違和感が生じないよう、モリス・ルグランや黒い絵の設定を足し、「露伴が漫画のために美術を調べていて、そのためにオークションに潜入し、そこから事件に巻き込まれることで過去に少しずつ繋がっていく」という展開となっている。
ドラマシリーズから引き継がれたオリジナル要素の一つとして、露伴と京香のコンビがある。ドラマシリーズでの京香は荒木の物語に存在する「ユーモア」の要素を引き受ける、息抜きになるようなキャラクターとして描かれた。小林は二人の関係を「全然住む世界が違っていて、普通なら友だちになることもなく関係が終わっちゃうふたり」と捉えており、本作では、露伴は京香を「ちょっと面白いかも」と感じるようにはなりつつも、それ以上の関係にはならないように意識されている。

### キャスティング
青年期の露伴には長尾謙杜が起用された。キャスティングの際には憂いがあり、また駆け出しでスタイルが確立されていない「まだ完成される前の露伴」が前提となり、渡辺が画像検索で長尾の写真を見つけ、キャストの検討会議に提案した。渡辺は長尾が人気アイドルであること、また「ジョジョ」のファンであることを知らずに推薦したため、土屋は不思議な縁を感じたという。長尾は渡辺のアドバイスから高橋の露伴を意識しないようにし、また年齢感が近いことから原作だけでなく『ダイヤモンドは砕けない』も読み直し、役作りを行った。

### 衣装・劇中画
ドラマシリーズに引き続き人物デザイン監修を担当した柘植伊佐夫は原作を読んだ際、辻褄が合っているのに合っていないような不思議な読後感を感じたといい、本作では各パートごとに分裂した、整合性や共通性のなさを意識したという。またドラマシリーズでは元気さや生命力がイメージされていたが、今作は悲劇性のある物語であることから、より重みのある印象になるよう意識されている。なお、京香の衣装はドラマシリーズに引き続き、靴とタイツ以外のすべてがオートクチュールとなっている。パリパートの衣装は「パリの街やルーヴルに露伴と京香が立ったとき、しっくり来るものなのか」を意識して制作された。また、ルーヴルで撮影すると聞いた時点で映画『シャレード』のケーリー・グラントとオードリー・ヘプバーンのようにしたいと考え、色の組み合わせなどをオマージュしている。
仁左右衛門の描いた絵画を始めとした劇中画は日本画家の宮﨑優が担当した。劇中で仁左右衛門の描いた「蘭画」「微笑む奈々瀬」は1770年代の秋田蘭画を参考に約250年前の画材や技法で制作された。一方、物語の肝となる「黒い絵」は時代考証を無視して制作され、遠目から見ると真っ黒な板に見えるほどの絵画に仕上がっている。「黒い絵」での奈々瀬の黒髪は、まるで奈々瀬の魂が閉じ込められているように、時間の止まった空間に漂うようなイメージで描かれている。宮﨑は、仁左右衛門の描きたいものに執着し周りが見えなくなるところに共感し、「黒い絵」の制作時には最初から完成形がはっきりとイメージできたという。

### 撮影・演出
本作は2022年9月にクランクインした。渡辺は演出する際、ドラマシリーズから作り方を変えるということはせず、今までやってきたことをそのまま落とし込むことを意識したという。また本作では露伴の過去や江戸時代など様々な時代が描かれるが、過去の記憶でも現実よりも鮮明に記憶されていることもあるので、白黒やセピア色にするといった映像上の演出はしないよう意識された。参考にした作品として渡辺はベルナルド・ベルトルッチの映画『暗殺の森』を挙げており、『暗殺の森』でのパリのシーンが曇天であることから、今作でも曇天に拘って制作された。また、パリのシーンは観光名所巡りのような雰囲気は出さないことも意識されている。パリでのロケは2022年11月と2023年3月の2回に分けて行われ、2023年3月の撮影をもって本作はクランクアップとなった。

#### ロケ地
ホテルニューグランド
オークションのシーンが撮影された。渡辺が挙式した場所であり、クラシカルな場所というイメージで思い浮かんだことからオークション会場として選ばれた
葉山加地邸
テレビドラマシリーズに引き続き、露伴の自宅として使用された。ドラマシリーズとの違いとして、部屋には顔料のもととなる植物などが大量に吊るされており、これらは磯貝が荒井に行った取材がもとになっている。また、ドラマシリーズとの繋がりが感じられるよう、ホットサマー・マーサのフィギュアやバキンのフードボウルなども置かれている。
向瀧
会津若松市の旅館。露伴の祖母・猷の下宿を舞台とした、露伴の青年期の撮影が行われた。この場所は渡辺が演出し高橋が主演を務めたNHKのテレビドラマ『雪国 -SNOW COUNTRY-』のロケ地でもあり、渡辺は『雪国』の撮影中（2022年1月）から猷の下宿にも理想的だと考えていたという。
エトワール凱旋門・シャンゼリゼ通り
露伴と京香が2階建てバスに乗るシーンが撮影された。このシーンでは信号や他の車のタイミングが合わず、理想の画が撮れるまで30分以上、何十周も凱旋門を周回した。
ヴィクトル・ユゴーの弁護士事務所
ルーヴル美術館文化メディエーション部のオフィスとして使用された。
ルーヴル美術館
撮影は閉館後から翌朝にかけて行われた。渡辺らによる下見は10回ほど行われたが、閉館後の人がいない美術館は雰囲気が全く異なり、本番では考えてきたことをリセットし、その場で感じたことを大事にしながら撮影は行われた。
大森ベルポート地下3階・能忍寺の廃トンネル
Z-13に続く地下通路のシーンが撮影された。螺旋階段のシーンの撮影ではステディカムが使用され、動きのあるダイナミックな映像となっている。
大谷石採石場跡
本作のクライマックスシーンの一つであるZ-13倉庫のシーンが撮影された。渡辺はアンドレイ・タルコフスキーの映画『ストーカー』をイメージし、20分以上続く無機質な暗がりのシーンを、いかにエンターテイメントとして飽きさせないものにするかに注力したという。
霧幻峡・大内宿
仁左右衛門と奈々瀬の物語が描かれた江戸時代パートが撮影された。仁左右衛門が黒に魅せられていく場面はZ-13倉庫のシーンとリンクされており、蜘蛛の巣が徐々に増える演出が施されている。また、御神木の黒い樹液は、木から流れるものと指についたものとで素材を変えるなどこだわって制作された。

### 音楽
ドラマシリーズに引き続き音楽を担当した菊地成孔は原作を読んだことはなかったものの、周囲には「ジョジョ」の熱狂的なファンが多くおり、『ルーヴルへ行く』についてもある程度予備知識を持った状態で制作に臨むことができたという。本作の音楽制作は映像がすべて完成してから行われ、菊地は様々な時代が描かれる映像に合わせて、音楽も統一感を出さずオムニバスのような形で制作した。なお、本作ではドラマシリーズに引き続き「新音楽制作工房」も音楽制作を行っている。
菊地はドラマシリーズとの違いとして、シネコンの大出力のスピーカーにも耐えうる音の厚みを心がけたといい、ドラマシリーズでは4人編成でダビングを2回行い最大8人分の音だったストリングスが、今作では14人編成でレコーディングが行われた。メインテーマである「大空位時代」も今作に向けて音を厚くアレンジされており、この曲のブローアップが本作の最初のミッションであった。
今作の音楽制作にはAIを使用した楽曲が使われており「AI制作によるふたつの弦楽四重奏の同時演奏」がその一つである。この曲はMaxが2台入ったモデルを使い、片方のMaxが生成したものにもう片方のMaxを反応させて制作されている。
露伴の青年期が描かれる過去編の音楽は、菊地が映像を見た際に花街のような印象を受けたことから、浄瑠璃音楽の一つ清元節を元に、インドネシアの打楽器アンサンブルであるガムランとシンセサイザーの一種モジュールシンセをミクスチャーしたものとなっている。レコーディングではこれらの奏者を集め、本編映像を観ながらのセッションが24分間ノンストップで行われた。
パリパートの音楽は日本人がパリ風の音楽を制作すると陥りがちな「疑似ミシェル・ルグラン」にならないように意識し、モーリス・ラヴェルやクロード・ドビュッシーのようなフランスの近代音楽風のものを、新音楽制作工房のメンバー・丹羽武史が菊地の依頼を受けて制作した。
江戸時代パートの音楽は新音楽制作工房のメンバー・大野格と菊地の共作となっている。大河ドラマのようになるのを避けるため、グスタフ・マーラーやジャコモ・プッチーニのようなドラマティックなクラシックが作曲された。ラストシーンにて使用された「愛の遺伝」は「大空位時代」と同じくボーカロイドが歌唱したアリアがトップノートになっており、「大空位時代」へのアンサーとなっている。

## 封切り

### 制作発表から公開まで
2022年12月27日に放送されたテレビシリーズ第8話「ジャンケン小僧」のエンドロール後に京香が本作を匂わすセリフを発し、それから9日後の2023年1月5日、ティザービジュアルと超特報映像とともに本作の映画化が発表された。4月24日には初号試写が行われ、翌25日には当時ルーヴル美術館展が行われていた国立新美術館にて完成報告イベントが開催された。5月18日にはTOHOシネマズ日比谷にて先行上映会が行われ、高橋と渡辺が登壇した。イベントの最後にはサプライズとして荒木が本作に描き下ろしたイラストの複製原画が高橋に送られた。この描き下ろしイラストはのちに第2弾入場者プレゼントとして配布された。

### 公開後
本作は2023年5月26日に全国272スクリーンで公開され、翌27日にはTOHOシネマズ六本木ヒルズにて公開記念舞台挨拶が行われた。舞台挨拶の最後に高橋は次のように述べている。
また、公開に際し、原作者の荒木は以下のコメントを寄せた。
同年6月9日からはスマートフォンアプリ「HELLO! MOVIE」を利用した副音声コメンタリー上映が行われ、高橋一生、飯豊まりえ、木村文乃、渡辺一貴が参加した。
同年9月6日に公式X（旧Twitter）で、本作の日本国内での上映を終了したことが発表された。
同年9月22日には台湾にて『岸邊露伴在羅浮』の題で公開された。公開に先立ち、高橋と渡辺は15日から17日までの3日間の日程で台湾に渡り、3回の上映会に参加した。

## 評価

### 興行収入
本作は公開3日間で22万1000人を動員し、興行収入は3億1500万円を記録した。これは2023年に公開された300館以下の劇場映画の初週3日間の成績としては同年5月末時点で最高の興行収入であり、ライターの宇野維正は映連4社以外の配給作品としては異例であると述べている。本作はその後も成績を伸ばし、6月18日にはNHKの連続ドラマの映画化作品として初めて興行収入が10億円を突破した。最終的な興行収入は12.5億円を記録。
宇野は、NHKの連続ドラマの映画化作品は公共放送局というNHKの特性上、ドラマの放送から映画公開までのタイムラグが大きく、また民放のような局を挙げての宣伝ができないため大きなヒットに繋がりにくいという特徴があるが、本作はドラマシリーズの最新話の放送から映画公開までが6か月以内というタイムリーさを実現したため、快挙と言っていい成績を残すことができたと述べている。

### 反響
本作は公開直後からパンフレットを始めとしたグッズの売り切れが続出し、MANTANWEBが関係者に取材した話によると、観客は女性が多く、劇場内の物販コーナーは行列状態であったという。

### 批評
『キネマ旬報』のレビューでは、宇野維正・北川れい子・千浦僚がレビューを行った。映画ライターの宇野は星3つとし、美点として「（露伴と京香の）『作家と編集者』や『男と女』の定型に収まらない洒脱な関係性と軽妙な台詞の掛け合い」を、欠点として「アート作品『風』の小賢しいカメラの構図の多用と、散見される稚拙な編集」をそれぞれ挙げ、トリッキーな設定に慣れるのには時間を要したが最終的にはかなり楽しめたと評している。映画評論家の北川は原作漫画もドラマも未読と断った上で星2つとし、露伴のヘアバンドを始めとした形振りや特殊能力、そしてルーヴル美術館を巻き込んだ因縁話はかなりぶっ飛んでおり、「映画のリアリティーを超越した幻覚的ミステリ」と述べている。元映写技師で、映画評論家として活動している千浦は星3つとし、ミステリアスなネタを追う展開はキビキビとして飽きさせず、パリの街とルーヴル美術館でのロケ撮影も効果的であったと評し、本作と同じくパリでロケを行った2015年の映画『王妃の館』と非常に近い作品だと述べている。
『シネマトゥデイ』の短評では、なかざわひでゆき・村松健太郎が短評を寄せた。映画ライターのなかざわは星3つをし、プロットが複雑なうえ説明過多なセリフが多いことからストーリーがわかりにくくなっているものの、大正ロマン的な幻想怪奇ムードや陰鬱なパリの景色は魅力的であったと評している。映画ライターの村松は星4つとし、テンションの高い劇画的な原作が、どこかこの世の話ではない雰囲気が漂う、非常に風変わりな怪奇譚に仕上がっていると評している。
元漫画雑誌編集者で、『漫画家、映画を語る。』などの著書がある島田一志は、リアルサウンドでの特集記事において、原作ではやや分かりにくかった部分を本作ではオリジナルエピソードによって補完しており、かつその改変部分には原作への深い愛情と敬意が感じられるため全く気にならないと評している。特に本作で深く掘り下げられた仁左右衛門のエピソードは、仁左右衛門を高橋が一人二役で演じたことによって、露伴もまた仁左右衛門と同じく「呪われた絵師」になりうると暗に語る物語になったと述べている。また、露伴を演じた高橋の演技は、漫画では難しい複雑な感情表現が為されており、そういった意味で本作は漫画の実写化に「成功」しているといってもいいと評価している。
お笑い芸人の宮下兼史鷹は、リアルサウンドで連載している自身の映画コラム「宮下兼史鷹のムービーコマンダー」にて、ドラマシリーズの劇場版でありながらスケールが大きくなりすぎず、ドラマシリーズの良さがしっかり活きた作品になっていたと評している。また自身は木村文乃のファンであると語っており、木村の演技については彼女の陰の部分を強調した役柄を評し、露伴のように恋をしてしまったと述べている。

## サウンドトラック
菊地成孔と新音楽制作工房によるサウンドトラックは、ドラマシリーズの劇伴とカップリングされ、2023年10月25日に発売された。同年6月に本作の制作が発表された際には9月13日に発売予定であると予告されていたが、制作上の都合により延期された。同年12月1日には本作のスペシャルイベントが開催され、菊地成孔、高橋一生、飯豊まりえ、渡辺一貴が出演した。初週のオリコンの週間アルバムチャートでは25位を記録した。
| 出典      |                                                              |           |                      |                    |       |
| #         | タイトル                                                     | 作詞      | 作曲                 | 歌                 | 時間  |
| 1.        | 「大空位時代のためのレチタティーヴォ（叙唱）」               |           | 菊地成孔             |                    | 01:39 |
| 2.        | 「実験室のブードゥー」                                       |           | 菊地成孔             |                    | 02:06 |
| 3.        | 「明日きっと、晴天から降り注ぎ、わたしを支配する美しい響き」 |           | 菊地成孔             |                    | 01:52 |
| 4.        | 「海亀が陸上を、野牛が水中を歩む」                           |           | 菊地成孔、田島浩一郎 |                    | 03:05 |
| 5.        | 「雨音」                                                     |           | 菊地成孔             |                    | 02:34 |
| 6.        | 「去年マリエンバードで(I)」                                  |           | 菊地成孔             |                    | 02:34 |
| 7.        | 「電子音による空間彫刻」                                     |           | 菊地成孔             |                    | 02:18 |
| 8.        | 「ピアノソナタ 第一番」                                      |           | 菊地成孔             |                    | 02:36 |
| 9.        | 「ドン・イシドロ・パロディの6つの難事件(I)」                 |           | 菊地成孔             |                    | 02:18 |
| 10.       | 「東京-ブエノスアイレス」                                    |           | 早川純               |                    | 03:01 |
| 11.       | 「ガラスの動物園」                                           |           | 菊地成孔             |                    | 01:12 |
| 12.       | 「夕映」                                                     |           | 早川純               |                    | 02:34 |
| 13.       | 「愛の悦び」                                                 |           | 菊地成孔             |                    | 02:47 |
| 14.       | 「ザ・ラン」                                                 |           | 菊地成孔             |                    | 01:45 |
| 15.       | 「去年マリエンバードで(II)」                                 |           | 菊地成孔             |                    | 02:50 |
| 16.       | 「六壁坂(I)」                                                |           | 菊地成孔             |                    | 02:20 |
| 17.       | 「六壁坂(II)」                                               |           | 菊地成孔             |                    | 03:58 |
| 18.       | 「フィットネスジム暴走/ランニングマシン」                    |           | 高橋大地             |                    | 02:58 |
| 19.       | 「フィットネスジム暴走/ダンベルたち」                        |           | 高橋大地             |                    | 01:46 |
| 20.       | 「優雅で感傷的なミニマル」                                   |           | 菊地成孔             |                    | 03:43 |
| 21.       | 「ピアノソナタ 第二番」                                      |           | 菊地成孔             |                    | 04:30 |
| 22.       | 「愛のテーマ」                                               |           | 菊地成孔             |                    | 04:24 |
| 23.       | 「闘争のエチカ」                                             |           | 菊地成孔、高橋大地   |                    | 01:54 |
| 24.       | 「目眩」                                                     |           | djapon               |                    | 03:35 |
| 25.       | 「AI制作による恐怖映画」                                     |           | 薬袋正宗             |                    | 05:08 |
| 26.       | 「イブの歌」                                                 |           | 菊地成孔             | 古川琴音、菊地成孔 | 03:36 |
| 27.       | 「イブの呪い」                                               |           | 菊地成孔             | 古川琴音           | 03:53 |
| 28.       | 「大空位時代」                                               |           | 菊地成孔、佐々木語   | 菊地成孔           | 01:46 |
| 合計時間: | 合計時間:                                                    | 合計時間: | 合計時間:            | 78:42              |       |

| 出典      |                                            |           |                    |          |       |
| #         | タイトル                                   | 作詞      | 作曲               | 歌       | 時間  |
| 1.        | 「AI制作による二つの弦楽四重奏の同時演奏」 |           | 大野格             |          | 04:07 |
| 2.        | 「夢の中の軍楽」                           |           | OGAWA SEIJI        |          | 02:40 |
| 3.        | 「ROBOTme」                                |           | 委細昌嗣           |          | 02:26 |
| 4.        | 「メリーゴーラウンド」                     |           | 高橋大地           |          | 01:29 |
| 5.        | 「nu_nu JAZZ」                             |           | 田島浩一郎         |          | 03:55 |
| 6.        | 「夢で見た工場」                           |           | 薬袋正宗           |          | 03:49 |
| 7.        | 「ジャンケン小僧と露伴の台詞(I)」          |           | 田島浩一郎         |          | 03:31 |
| 8.        | 「露伴とジャンケン小僧の対決その始まり」   |           | 菊地成孔           |          | 01:19 |
| 9.        | 「ジャンケン小僧と露伴の台詞(II)」         |           | 田島浩一郎         |          | 01:29 |
| 10.       | 「ジャンケン小僧と露伴の台詞(III)」        |           | 田島浩一郎         |          | 00:50 |
| 11.       | 「露伴とジャンケン小僧の対決のその終わり」 |           | 菊地成孔           |          | 01:22 |
| 12.       | 「4つの黒」                                |           | 菊地成孔           |          | 00:31 |
| 13.       | 「NU_jazz_NU」                             |           | 佐々木語           |          | 03:08 |
| 14.       | 「5つの黒」                                |           | 菊地成孔           |          | 01:01 |
| 15.       | 「都鳥（レコーディング・セッション版）」   |           | 菊地成孔           |          | 15:13 |
| 16.       | 「7つの黒」                                |           | 菊地成孔           |          | 00:56 |
| 17.       | 「ピアノソナタ 第三番」                    |           | 菊地成孔           |          | 03:13 |
| 18.       | 「ピアノソナタ 第四番」                    |           | 菊地成孔           |          | 02:12 |
| 19.       | 「machine/mazurka」                        |           | 大野格             |          | 01:31 |
| 20.       | 「La Seine」                               |           | 丹羽武史           |          | 02:23 |
| 21.       | 「交響曲「音声ファイル」」                 |           | 田島浩一郎         |          | 03:36 |
| 22.       | 「琴とノイズ」                             |           | 大野格             |          | 03:55 |
| 23.       | 「愛の遺伝」                               |           | 菊地成孔、大野格   | 菊地成孔 | 04:08 |
| 24.       | 「ルーヴル美術館内動く歩道での即興」       |           | 菊地成孔           |          | 01:36 |
| 25.       | 「Le Lourve」                              |           | 丹羽武史           |          | 01:17 |
| 26.       | 「大空位時代」                             |           | 菊地成孔、佐々木語 |          | 05:09 |
| 合計時間: | 合計時間:                                  | 合計時間: | 合計時間:          | 76:46    |       |

## 関連商品
ノベライズ
- 北國ばらっど（小説）、荒木飛呂彦（原作）、小林靖子（脚本） 『映画ノベライズ 岸辺露伴 ルーヴルへ行く』 集英社〈集英社オレンジ文庫〉、2023年5月26日発売、ISBN 978-4-0868-0505-6

ヴィジュアルブック
- 『岸辺露伴 ルーヴルへ行く VISUAL BOOK』 集英社、2023年5月26日発売、ISBN 978-4-0879-0119-1

映像ソフト
Blu-rayとDVDがNHKエンタープライズより2024年7月26日に発売された。

## テレビ放映
| 回 | 放送日時                           | 放送局             | 平均世帯 視聴率 | 備考         |
| -- | ---------------------------------- | ------------------ | --------------- | ------------ |
| 1  | 2024年04月27日 19時00分 - 20時59分 | NHK BSプレミアム4K |                 | 先行放送     |
| 2  | 2024年05月06日 15時55分 - 17時54分 | NHK総合            | 2.4%            | 地上波初放送 |
| 3  | 2024年08月09日 13時00分 - 14時59分 | NHK BS             |                 |              |
| 4  | 2025年01月05日 00時10分 - 02時09分 | NHK総合            |                 | [ 78 ]       |
| 5  | 2025年05月06日 13時30分 - 15時55分 | テレビ東京         | 2.4%            |              |

## イベント
試写会、および先行上映会は#封切りを参照のこと。

### ティーチイン
監督の渡辺一貴とゲストが対談するティーチインが2023年6月より順次行われた。開催日時、場所、出演者は以下の通り。
| 日時    | 場所                        | ゲスト     | 出典   |
| ------- | --------------------------- | ---------- | ------ |
| 6月8日  | TOHOシネマズ池袋            | 小林靖子   | [ 18 ] |
| 6月15日 | TOHOシネマズ六本木ヒルズ    | 菊地成孔   | [ 54 ] |
| 6月22日 | TOHOシネマズ日本橋          | 柘植伊佐夫 | [ 54 ] |
| 6月25日 | TOHOシネマズ梅田            | 土橋圭介   | [ 54 ] |
| 6月25日 | あべのアポロシネマ          | 土橋圭介   | [ 54 ] |
| 6月25日 | ミッドランドスクエア シネマ | 土橋圭介   | [ 54 ] |
| 6月25日 | シネシティザート            | 土橋圭介   | [ 54 ] |
| 7月3日  | シネクイント                | 土橋圭介   | [ 79 ] |

### 体験型イベント
本作の体験型イベント「岸辺露伴 ルーヴルへ行く 体験型イベント 〜ようこそ、岸辺露伴の世界へ〜」が2023年9月より池袋、梅田、博多の「バンダイナムコ Cross Store」にて順次開催された。オリジナルグッズやコラボメニューの販売や、自分だけの「ヘブンズ・ドアー」の記事を作れるアトラクションなどが行われた。

## コラボレーション
2023年5月15日から6月15日にかけて京王電鉄とのタイアップ企画「岸辺露伴 ルーヴルへ行く×KEIO」が行われ、「ヘブンズ・ドアー」を模した京王井の頭線の記念乗車券が発売された。
2023年5月15日から6月11日にかけてフランス料理店「俺のフレンチ」とのタイアップ企画が行われ、コラボメニュー「高知県産カツオのたたきルーヴル仕立て 〜岸辺露伴のノワールを添えて〜」が販売された。